# Rafael Matallana
Rafael Matallana Tirado (Lima, 12 de agosto de 1930-Lima, 8 de julio de 2010) fue un compositor y cantante peruano de música criolla conocido como El Caballero de la Canción Criolla. Por su elegante y criollo estilo de cantar valses y marineras, fue admirado por muchos, entre otros por la compositora Chabuca Granda, quien lo consideró como la mejor voz de la música criolla.

## Biografía
Nació en el Barrio de Monserrate, Cuartel Primero, Lima. Sus padres fueron Moisés Matallana Montoro y María Elena Tirado Gárate. Sus estudios los hizo en el Colegio Nuestra Señora de Guadalupe del Lima. Sus pininos musicales se dio con "Los Costeños" que era integrado por Julio Velásquez "Chavo" y Enrique Borjas "Chiquitín". Formó dúo también junto a "El Carreta" Jorge Pérez, y fue acompañado por Miguelito Cañas y Jorge Malborg, cabe resaltar que fue un autodidacta en la materia, pues fue empapándose del que hacer criollo limeño, del cual jamás se desprendió y le dio una particularidad con su voz.
Fue miembro activo dentro del Centro Musical Unión, a su vez hace giras exitosas por Argentina, Estados Unidos y México, en esta última cosecha una amistad muy particular con la afamada Carmita Jiménez.
De sus grabaciones, la más laureada que se recuerda es la que hizo bajo el sello Decibel, Historia del Vals Peruano - "El Primer Recital de la Canción Criolla", grabado en la Sala Alcedo del Teatro Segura el 1 de mayo de 1968. Aquí fue acompañado por las cuerdas de Víctor Reyes y Alberto Urquizo, siendo narrado su contenido por Estenio Vargas. Participa gentilmente en las cuatro producciones del Centro Musical Unión.
En 1973, integra por breve tiempo el Trío Los Morochucos, al lado de Óscar Aviles y Augusto Ego-Aguirre.
Con Nicomedes Santa Cruz, hace grabaciones en sus producciones famosas "Cumamana" (1964) y "Socabón" (1974), aquí comparte reparto con Manuel Covarrubias, Abelardo Vásquez, siendo el género más acentuado la Marinera.
Falleció en Lima y sus exequias se llevaron a cabo en estricto privado.

## Discografía
- El Primer Recital de la Canción Criolla (LPD-1124).
- Ésta Es Mi Tierra (ELD-1134)
- "Mi Serenata" (LP-1157)
- "Es La Voz" (ELD-02.01.225)
- El Señor de La Jarana (S.E. 9699)

### Discografía Participativa
- Socabón - Nicomedes Santa Cruz (VIR-)

Canciones a su querido Colegio Guadalupe:
- Guadalupe
- Vals Guadalupano
- Guadalupe campeón
- Mi viejo colegio

Que se pueden escuchar en esta página http://colegioguadalupe.es.tl/Canciones.htm